# Johann Klinkner
Johann Klinkner (* 10. November 1889 in Neunkirchen (Saar); † 13. Januar 1972 in Kaiserslautern) war ein deutscher Bergarbeiter und Politiker (CDU).

## Leben
Klinkner besuchte von 1904 bis 1911 die Volksschule Neunkirchen und von 1912 bis 1915 die Missionsschule Hiltrup (Westfalen). 1916–1917 war er Soldat im Ersten Weltkrieg und dann bis 1919 in französischer Kriegsgefangenschaft. Von 1920 bis 1931 war er Bergarbeiter in Neunkirchen und ab 1932 Geschäftsführer der Raiffeisenkasse Glan-Münchweiler.

## Politik
Bei der Landtagswahl in Rheinland-Pfalz 1951 stand er auf einem Nachrückerplatz und trat am 1. November 1953 für den ausgeschiedenen August Spies in den zweiten Landtag Rheinland-Pfalz ein, dem er bis zum Ende der Wahlperiode 1955 angehörte. Im Landtag war er Mitglied im Grenzlandausschuss. Von 1946 bis 1956 war er Bürgermeister in Glan-Münchweiler, Mitglied des Kreistags und Kreisausschusses Kusel und 1954 Mitglied der 2. Bundesversammlung.